# غاري فيليبس
غاري فيليبس (بالإنجليزية: Gary Phillips) (20 سبتمبر 1961 بسانت ألبانز في المملكة المتحدة - ) هو لاعب كرة قدم بريطاني في مركز حراسة المرمى. شارك مع منتخب إنجلترا لكرة القدم C ‏. أما مع النوادي، فقد لعب مع برايتون أند هوف ألبيون ونادي بارنت ونادي برينتفورد ونادي ريدنغ ووست بروميتش ألبيون ونادي هيرفورد وAylesbury United F.C. ‏ ونادي ألدرشوت تاون وChalfont St Peter A.F.C. ‏.

## وصلات خارجية
- غاري فيليبس على موقع قاعدة بيانات كرة القدم.إي يو (الإنجليزية)
- غاري فيليبس على موقع Soccerbase.com (لاعب) (الإنجليزية)